# Eastmountainsouth
Eastmountainsouth — американская поп-рок-группа, образованная в 1999 году фолк-певцом и автором песен из Бирмингема (Алабама) Питером Брэдли Адамсом (англ. Peter Bradley Adams) и вокалисткой Кэт Маслич-Боде (англ. Kat Maslich-Bode).

## История группы
Американская группа Eastmountainsouth была создана в 1999 году и состояла из вокалистов Кэт Маслич-Боде и Питера Брэдли Адамса. В 2003 году, после заключения контракта с DreamWorks Records, Eastmountainsouth выпустили свой дебютный одноимённый альбом, в который вошли 15 композиций, аранжированные без излишеств и каких бы то ни было присущих поп-музыке клише. Eastmountainsouth стал единственным альбомом группы — в 2004 году дуэт распался, и музыканты занялись сольной карьерой.
Несмотря на то что группа Eastmountainsouth не была известна широкой публике, песни из их единственного альбома были использованы в ряде фильмов и телевизионных сериалов. Так, например, песня «Hard Times» звучала в романтической комедии «Элизабеттаун», композиция «So Are You To Me» — в фильме «Счастливая семёрка», а также в третьем эпизоде американского телесериала «Шпионка». Песня «You Dance» звучит в первом эпизоде американского телесериала — молодёжной драмы «Холм одного дерева», а песня «Ghost» — в пятом сезоне сериала о подростковой жизни «Лето наших надежд».

## Дискография
- 2003 — Eastmountainsouth